# Coffeyville
Coffeyville ist eine Stadt im Montgomery County im Südosten des US-Bundesstaates Kansas. Das U.S. Census Bureau hat bei der Volkszählung 2020 eine Einwohnerzahl von 8826 ermittelt.
Der Ort wird vom Verdigris River durchflossen. Das nächstgelegene größere Zentrum ist das ca. 150 km entfernte Tulsa. Oklahoma City und Kansas City sind jeweils etwa 300 km entfernt. In Coffeyville kreuzen sich die Highways U.S. Route 166 und U.S. Route 169.
Coffeyville wurde 1869 als Handelsposten von Colonel James A. Coffey gegründet und umfasst 18,3 km² ohne nennenswerte Wasserfläche.
Die Stadt ist bekannt, weil die Dalton-Brüder am 5. Oktober 1892 dort versuchten, zwei Banken gleichzeitig zu überfallen. Das Vorhaben scheiterte und die Daltons kamen – bis auf Emmett – ums Leben. Die Brüder Grat und Bob Dalton sowie Bill Power, ein Mitglied ihrer Bande, wurden auf dem städtischen Friedhof beerdigt; ihre Gräber können noch heute besichtigt werden. Anlässlich des vereitelten Banküberfalles durch die Daltons und deren Anhänger findet jährlich am 5. Oktober ein Umzug statt, bei dem die Bürger der Stadt nochmals das Szenario des damaligen Tages nachspielen. Heute gibt es in Coffeyville ein „Dalton-Defender“-Museum, in dem man die Höhepunkte der Stadtgeschichte besichtigen kann. Eine weitere Sehenswürdigkeit ist Brown Mansion – die ehemalige Villa der Familie Brown.

## Söhne und Töchter der Stadt
- Fred Etchen (1884–1961), Sportschütze
- Kenyon Hopkins (1912–1983), Komponist, Arrangeur und Dirigent
- Eva Jessye (1895–1992), Chorleiterin und Komponistin
- Johnny Rutherford (* 1938), Autorennfahrer
- Cynthia Sikes (* 1954), Schauspielerin
- William Mueller (* 1980), Wrestler

## Coffeyville in Film, Literatur und anderen Medien
- Der letzte Ritt der Daltons, Western (1975) mit Richard Widmark, Robert Conrad in den Hauptrollen
- Ich ritt mit den Daltons, ein klassischer Westernroman von Emmet Dalton
- Ihr letzter Coup – Aus dem Leben der Dalton-Brüder, Band 22 der Romanserie Western-Legenden
- In dem Film Die Herrschaft des Feuers wird Coffeyville als der Ort erwähnt, in dem (laut Filmstory) der erste Drache der Neuzeit getötet wurde.
- The Highwaymen, ein Kriminalfilm über das Verbrecherduo Bonnie und Clyde
- Call of Juarez: Gunslinger, der Spieler schlüpft in diesem Videospiel in die Rolle eines Kopfgeldjägers, der den Daltons auf der Spur ist und sich am Tag der Banküberfälle ebenfalls in Coffeyville aufhält.